# Apogonia vastatrix
Apogonia vastatrix är en skalbaggsart som beskrevs av Heller 1896. Apogonia vastatrix ingår i släktet Apogonia och familjen Melolonthidae. Inga underarter finns listade i Catalogue of Life.